# ウアビア川
ウアビア川（ウアビアがわ、バスク語、Uhabia）は、フランス領バスクを流れて大西洋のビスケー湾に直接注ぐ河川。

## 地理

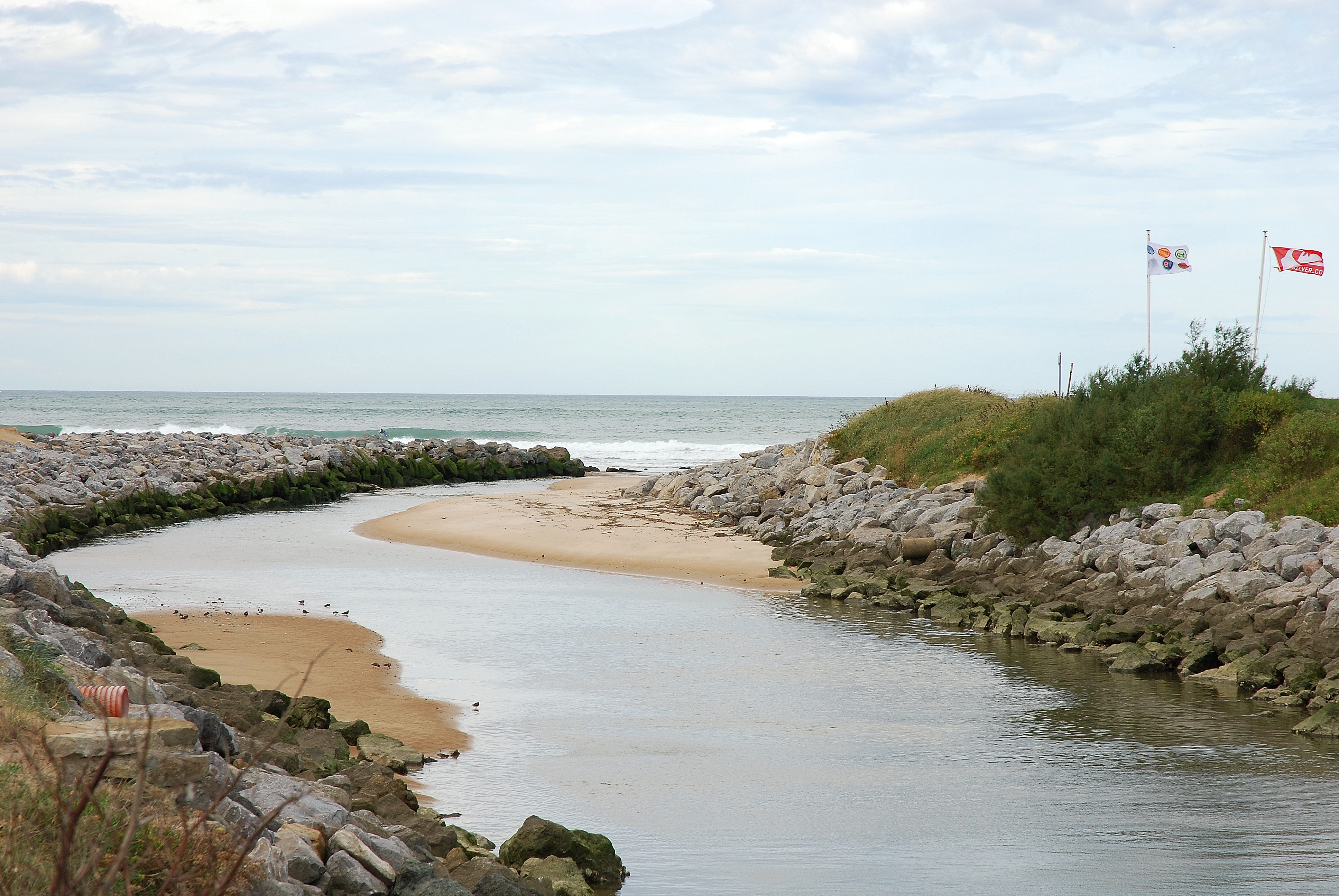
河口

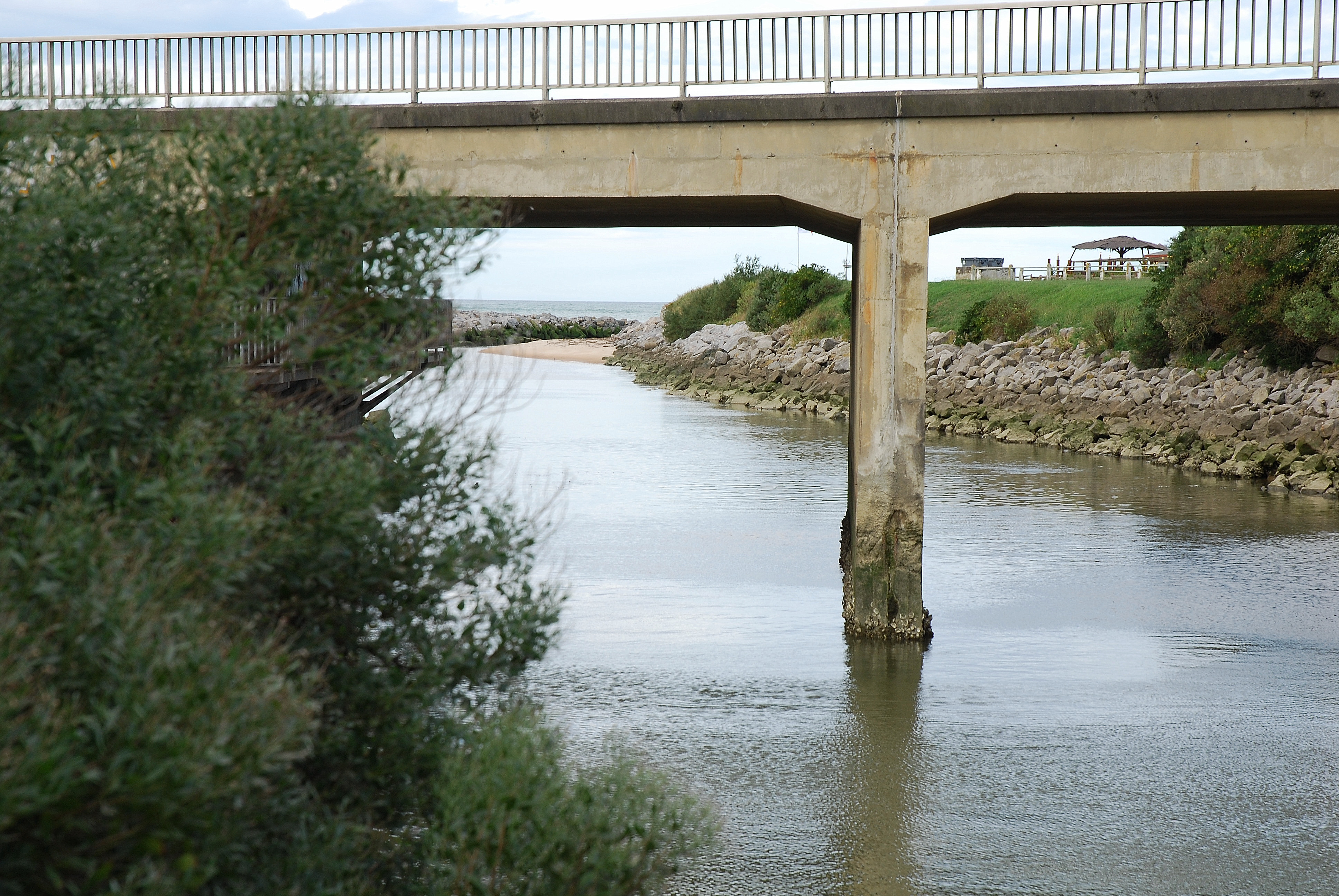
フランス国道10号線とウアビア川

流路長は15.1 km、流域面積は79 km2
。河口付近にはビダルテの町がある。

## ウアビア川水系
ウアビア川水系には次のような河川がある
。
- ウアビア川
  - （バスク語、Alhorgako erreka） - 下記3つの主な支流を持つこの川の長さは約11.4 km、これらの流域面積は合計約28 km2である[3]。
    - （バスク語、Amizolako erreka）
    - （バスク語、Besaingo erreka）
    - （バスク語、Zirikolazko erreka）

  - （バスク語、Aphalagako erreka）